# Поштовий роман
«Поштовий роман» (рос. Почтовый роман) — український радянський художній фільм 1969 року режисера Євгена Матвєєва.
Фільм присвячений історії взаємин між Петром Шмідтом і Зінаїдою Різберг, з якою він листувався після випадкового знайомства в поїзді.

## Сюжет
Випадкове знайомство лейтенанта Шмідта з випадковою попутницею Зінаїдою Різберг переросло в поштовий роман, який тривав сім місяців. У листах Шмідта до Різберг були відображені не тільки його почуття, а й його погляди на історичні процеси, що відбуваються в країні і світі.

## У ролях
- Світлана Коркошко — Зінаїда Різберг
- Олександр Парра — Петро Шмідт
- Юрій Каюров — Ленін
- Анатолій Фалькович — Фелікс Дзержинський
- Микола Граббе — ротмістр Полянський
- Юрій Лавров — Григор'єв
- Геннадій Юдін — Сікорський
- Антоніна Максимова — Марія Павлівна
- Гурген Тонунц — Ставракі
- Георгій Бабенко — епізод

## Творча група
- Автор сценарію: Даниїл Храбровицький
- Режисер-постановник: Євген Матвєєв
- Оператор-постановник: Вадим Іллєнко
- Художник-постановник: Віктор Мигулько
- Композитори: Марк Фрадкін, Револь Бунін
- Звукооператор: Леонід Вачі
- Режисери: Т. Воробйова, Ю. Фокін
- Оператор: Вілен Калюта
- Художник-декоратор: В. Павленко
- Художник по костюмах: Лідія Байкова
- Художник по гриму: М. Лосєв
- Комбіновані зйомки: оператор — Тетяна Чернишова; художник — Володимир Дубровський; піротехнік — П. Приходько
- Режисер монтажу: Тетяна Сивчикова
- Редактор: Валентина Ридванова
- Асистенти режисера: Л. Брянцев, Емілія Іллєнко, М. Яскович
- Асистенти оператора: Олександр Мазепа, Майя Степанова
- Головний військовий консультанат: контр-адмірал І. Руднєв
- Консультант-історик: Н. Коваленко
- Державний симфонічний оркестр УРСР, диригент — Ігор Ключарьов
- Директор картини: Олексій Ярмольський